# 제롬 K. 제롬

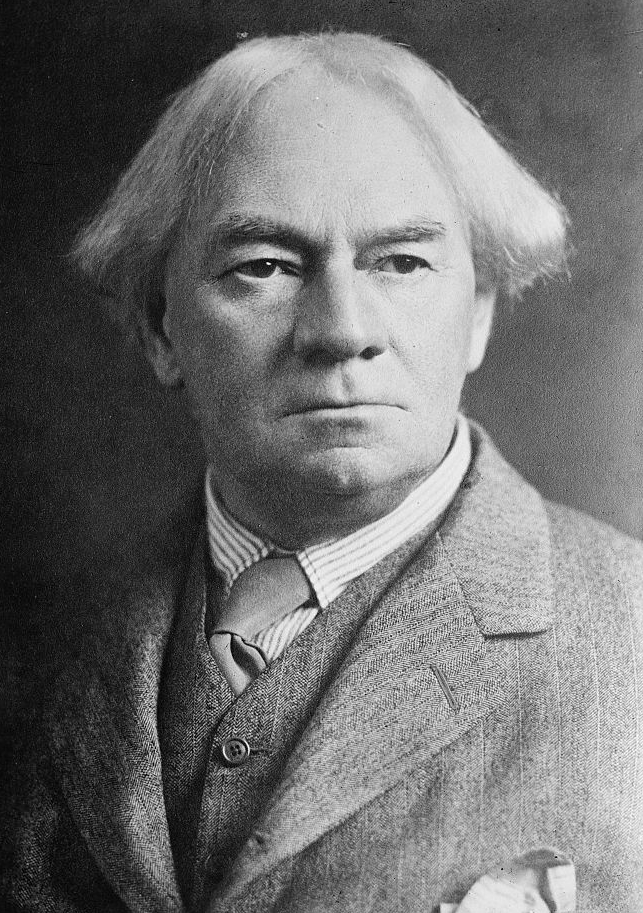

제롬 K. 제롬(Jerome Klapka Jerome, 1959년 5월 2일~1927년 6월 14일)은 영국의 작가, 극작가이다. 《보트 위의 세 남자(Three Men in a Boat)》로 유명하다. 제롬은 영국 월솔에서 태어났고, 그가 초등학교에 다닐 수 있었을 때, 그의 가족은 때때로 가난에 시달렸고, 그도 다양한 직업으로 생계를 유지하려고 노력했다. 20대에 그는 몇 가지 작품을 출판할 수 있었고, 성공이 뒤따랐다. 그는 1888년에 결혼했고, 신혼여행은 템즈강의 보트에서 보냈다; 그는 곧 《보트 위의 세 남자(Three Men in a Boat)》를 출판했다. 그는 이후 몇 십 년 동안 소설, 논픽션, 희곡을 계속 썼지만 결코 같은 수준의 성공을 거두지는 못했다. 그는 1927년에 죽었고 그의 시신은 화장되었다.

## 같이 보기
- 우리들 (소설)